# アラビアヒヨドリ
アラビアヒヨドリ（アラビア鵯、Pycnonotus xanthopygos）は、スズメ目ヒヨドリ科に属する鳥類。英名ではメグロヒヨドリ (Pycnonotus goiavier) と同じ Yellow-vented Bulbul の別名でも知られる。

## 形態
スズメより少し大きく、全長19cm(19-21cm)、翼開長26–31cm、体重31-43g。雌雄同色。上面は灰褐色で、頭部が暗黒色。眼の周りに白いアイリングがある。下面は淡灰色で、下腹から下尾筒が淡黄色である。尾は長めで暗褐色。幼鳥は頭部が褐色で成鳥よりアイリングは不明瞭。

## 分布
イスラエルやレバノンではヒヨドリ科で最も一般的な種である。トルコでは、主に地中海沿岸地域に生息するが、その範囲は西のカシュ (Kaş) に近い パタラ 、ゲレミシュ(Gelemiş) から東のターコルー (Türkoğlu) まで広がる。繁殖個体群は、トルコ中南部からシリア、レバノン、ヨルダン西部、パレスチナ、シナイ半島およびアラビア半島の中南部まで見られる。

## 生態
果物農園、都市の庭などに留鳥として生息する。
巣は、細い小枝、草の茎、葉、苔による小さな碗形で、通常低木に造られ、細く刻まれた樹皮や細かい根で裏打ちされる。

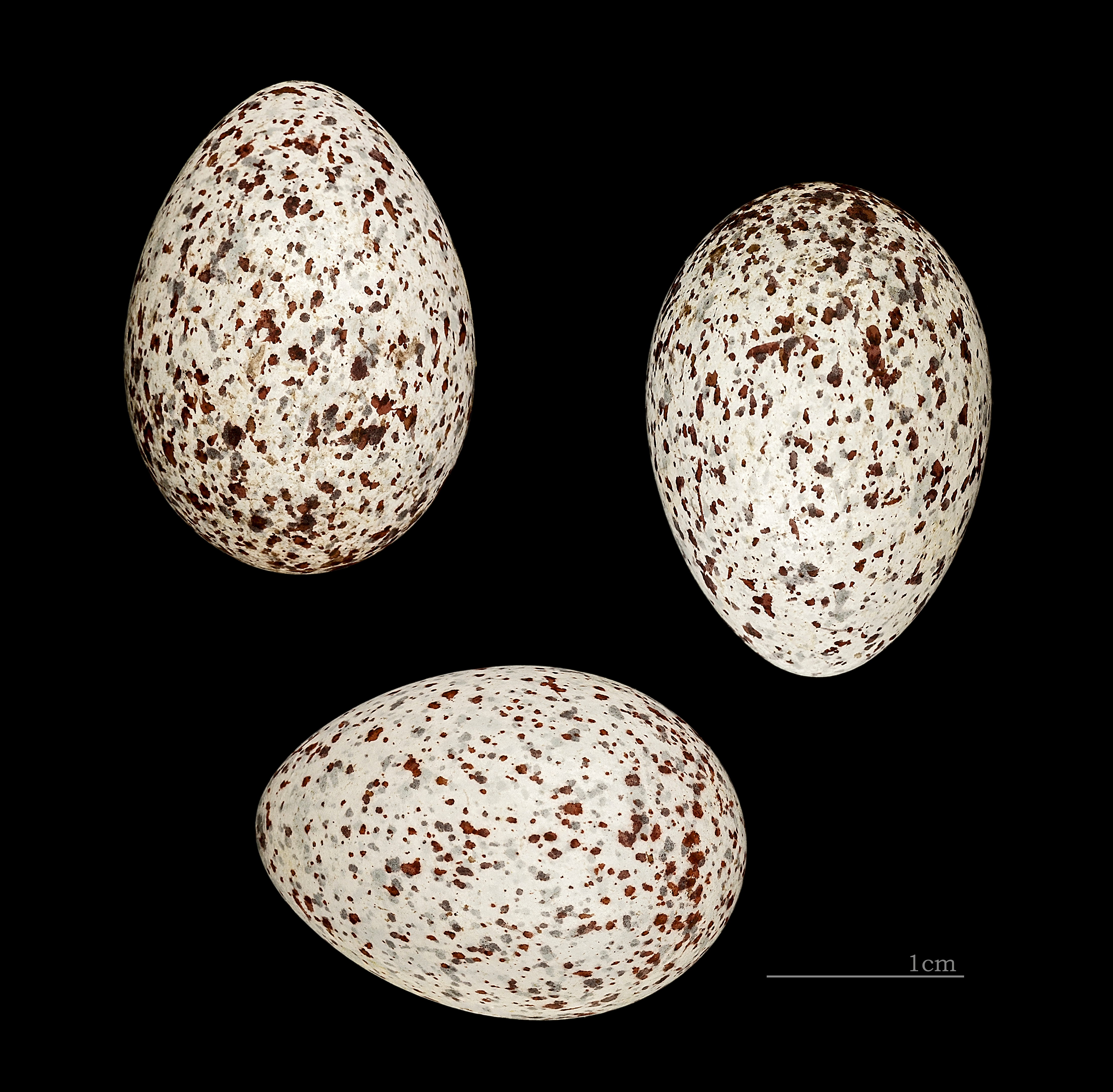
Pycnonotus xanthopygos

寿命は8年とされる。